# Woleu-Ntem
Woleu-Ntem er den nordligste af Gabons ni provinser. Den dækker et område på 38.465 km² og er opkaldt efter floderne Woleu og Ntem, der krydser den. Provinshovedstaden er Oyem, som i 2013 havde i alt 60.685 indbyggere.
Da Woleu-Ntem er den nordligste provins i Gabon, er det den eneste provins, der grænser op til Cameroun, og den eneste med flere udenlandske grænser (de to andre er Republikkerne Congo og Ækvatorialguinea). Den grænser op til følgende områder i disse lande:
- Sangha departementet, Republikken Congo – mod øst
- Sydregionen, Cameroon – mod nord
- Kié-Ntem provinsen, Ækvatorialguinea – nordvest, north for Wele-Nzas
- Wele-Nzas provinsen, Ækvatorialguinea – nordvest, øst for  Centro Sur og syd for Kié-Ntem
- Centro Sur provinsen, Ækvatorialguinea – nordvest, vest for Wele-Nzas.

Indenlands grænser den til provinserne:
- Estuaire – sydvest
- Moyen-Ogooué – syd
- Ogooué-Ivindo – sydøst

## Departmenter
Woleu-Ntem er inddelt i 5 departments:
- Haut-Komo (departement) (Médouneu)
- Haut-Ntem (departement) (Minvoul)
- Ntem (departement) (Bitam)
- Okano (departement) (Mitzic)
- Woleu (departement) (Oyem)